# Endelus cornutus
Endelus cornutus es una especie de escarabajo del género Endelus, familia Buprestidae. Fue descrita científicamente por Kerremans en 1900.